# Love Thy Neighbor (film 1984)
Love Thy Neighbor è una commedia romantica televisiva statunitense diretta da Tony Bill ed interpretata da John Ritter, Penny Marshall, Cassie Yates, Bert Convy e Constance McCashin. Andò in onda su ABC Movie Special il 23 maggio 1984.

## Trama
Danny Loeb e Linda Wilson sono vicini di periferia che si odiano. Un giorno, i loro rispettivi coniugi, Judy e Mike, si innamorano e scappano insieme, lasciando Danny e Linda soli a prendersi cura dei propri figli.
Gli ex nemici, raccogliendo i pezzi della loro vita, decidono di superare le loro diverse differenze e di sostenersi l'un l'altro e presto si innamorano. 